# Gare de Colroy – Lubine
Gare de Colroy – Lubine – przystanek kolejowy w miejscowości Colroy-la-Grande, w departamencie Wogezy, w regionie Grand Est, we Francji. Jest zarządzany przez SNCF i obsługiwany przez pociągi TER Lorraine.

## Położenie
Znajduje się na linii Strasburg – Saint-Dié, na km 69,119 między stacjami Saales i Provenchères-sur-Fave, na wysokości 406 m n.p.m.

## Historia
Stację otwarto w 1928 przez Administration des chemins de fer d’Alsace et de Lorraine, kiedy otwarto odcinek linii z Provenchères-sur-Fave do Saales.

## Linie kolejowe
- Strasburg – Saint-Dié